# Miquel Civil i Desveus
Miquel Civil i Desveus (Miguel Civil) (Sabadell, 7 de maig de 1926 - Chicago, 13 de gener de 2019) fou un lingüista català. Va ser un expert mundial en assiriologia, especialitzat en llengua i cultura sumèries. Segons el professor Christopher Woods, fou l'expert més gran en llengua sumèria des del 2000 aC.

## Biografia
A l'Abadia de Montserrat va rebre els primers coneixements de les llengües antigues a la col·lecció de tauletes cuneïformes de l'abadia. El 1956 es va traslladar a París, on va treballar en un estudi de cinema, descarregant camions, en cases de pintura i elevadors, abans d'estudiar assiriologia a la Universitat de París, on va ser nomenat Doctor el 1965. Des de 1958 fins a 1963 va treballar com a investigador i professor associat a la Universitat de Pennsilvània, el museu arqueològic de la qual acull una de les col·leccions més importants de taules cuneïformes del món. Entre 1964 i 2001, va exercir com a professor de llengua sumèria en l'Institut Oriental de la Universitat de Chicago, que és considerat un dels centres d'investigació més prestigiosos en aquesta especialitat. Durant el curs 1968-1969 va ser director associat a l'École Pratique des Hautes Études de París.
La seva feina com a epigrafista i estudiós dels textos sumeris el va portar a col·laborar amb els museus del món que conserven les col·leccions de taules sumèries més importants, com el Museu Britànic, el Museu del Louvre o el Museu Arqueològic d'Istanbul. El seu prestigi també el va dur a encapçalar l'equip d'epigrafistes de l'expedició Nippur a l'Iraq, la missió arqueològica més important fins avui de l'Institut Oriental de Chicago. Així mateix, va ser membre del comitè editorial del Chicago Assyrian Dictionary i coeditor de Materialien zum sumerischen Lexikon (Materials per al lèxic sumeri), com també de la sèrie Texts from Cuneiform Sources, on va publicar mitja dotzena de volums que constitueixen una obra de referència imprescindible sobre lexicografia sumèria. És reconegut arreu com un dels experts mundials més importants en escriptura cuneïforme, utilitzada per transcriure la llengua sumèria. L'assiriòleg alemany Rykle Borger el va qualificar com "l'expert més important en escriptura sumèria" («der beste Kenner der sumerischen Schrift»).
Va dedicar molts treballs de recerca a ampliar el coneixement sobre la llengua sumèria i el seu corpus textual i va contribuir així a aclarir diversos aspectes del sistema d'escriptura, la llengua, la literatura i la cultura sumèries, des de la fonètica fins a l'agricultura. També va fer notables aportacions a la historiografia sobre Ebla. Les seves principals monografies inclouen: A Sumerian Agricultural Manual (Sabadell, 1994); The Early Dynastic Practical Vocabulary A (Archaic HAR-ra A) (Roma, 2008) i The Lexical texts a la Col·lecció Schøyen (Bethesda, Md., 2010).
Miquel Civil era membre de l'American Oriental Society, les American Schools of Oriental Research, la Linguistic Society of America (LSA) i l'Association for Computational Linguistics (ACL), entre d'altres.
Els seus mèrits professionals van ser reconeguts per la Universitat de Barcelona, que el va nomenar doctor honoris causa el 2000.

## Obres seleccionades
- CIVIL, MIGUEL. 1960. "Prescriptions médicales sumériennes". Revue d'Assyriologie, 54: 57-72.
- — 1961. The home of the fish: A sumerian literary composition. Iraq 23: 154-175.
- — 1964. "A hymn to the beer goddess and a drinking song". A Studies presented to A. Leo Oppenheim. P. 67-89. Chicago: Oriental Institute.
- — 1965. Le débat sumérien entre la houe et l'araire. París. Tesi doctoral inèdita.
- — 1966. "Notes on Sumerian lexicography, I". Journal of Cuneiform Studies, 20: 119-124.
- — 1967. "Šū-Sîn's historical inscriptions: Collection B". Journal of Cuneiform Studies, 21: 24-38.
- — 1968. "Išme-Dagan and Enlil's chariot". Journal of the American Oriental Society, 88: 3-14.
- — 1973. "Notes on Sumerian lexicography, II". Journal of Cuneiform Studies, 25: 171-175.
- — 1973. "From Enki’s headache to phonology". Journal of Near Eastern Studies, 32: 57-61.
- — 1973. "The Sumerian writing system: Some problems". Orientalia nova series, 42: 21-34.
- — 1975. "Lexicography". In Sumerological studies in honor of Thorkild Jacobsen, ed. S.J. Lieberman. P. 123-157. Chicago: University of Chicago Press.
- — 1976. "Notes on Sumerian lexicography, III". Journal of Cuneiform Studies, 28: 183-187.
- — 1982. "Studies on Early Dynastic lexicography, I". Oriens Antiquus, 21: 1-26.
- — 1983. "Early Dynastic spellings". Oriens Antiquus, 22: 1-5.
- — 1983. "Enlil and Ninlil: The marriage of Sud". Journal of the American Oriental Society, 103: 43-64.
- — 1984. "On some terms for bat in Mesopotamia". Aula Orientalis, 2: 5-9.
- — 1984. "Bilingualism in logographically written languages: Sumerian in Ebla". A Il bilinguismo a Ebla, ed. Luigi Cagni. P. 75-97. Naples: Istituto Universitario Orientale.
- — 1984. "Notes to the ‘Instructions of Šuruppak". Journal of Near Eastern Studies, 43: 281-298.
- — 1985. "On some texts mentioning Ur-Namma". Orientalia nova series, 54: 27-45.
- — 1985. "Sur les livres d'écolier à l'époque paléo-babylonienne", a Miscellanea babylonica: Mélanges offerts à Maurice Birot, eds. J.-M. Durand and J.-R. Kupper. París: ÉRC. P. 67-78
- — 1987. "Feeding Dumuzi’s sheep: The lexicon as a source of literary inspiration". A Language, literature, and history: Philological and historical studies presented to Erica Reiner, ed. Francesca Rochberg-Halton. AOS 67. P. 37-55. New Haven: American Oriental Society.
- — 1987. "The early history of HAR-ra: The Ebla link". A Ebla 1975-1985, ed. Luigi Cagni. P. 131-158. Naples: Istituto Universitario Orientale.
- — 1987. "Sumerian riddles: A Corpus. Aula Orientalis, 5: 17-37.
- — 1993. "On Mesopotamian jails and their lady warden". A The tablet and the scroll: Near Eastern studies in honor of William W. Hallo, ed. Mark E. Cohen et al. P. 72-78. Bethesda, Maryland: CDL Press.
- — 1994. The Farmer’s Instructions. Sabadell: Ausa.
- — 1996. "Literary text about Ur-Namma". Aula Orientalis, 14: 163-67.
- — 1997. "The Instructions of king Ur-Ninurta: A new fragment". Aula Orientalis, 15: 43-53.
- — 1999-2000. "Reading Gilgameš". Aula Orientalis, 17-18: 179-189.
- — 2000 [2005]. "Modal prefixes". Acta Sumerologica, 22: 29-42.
- — 2002. "The forerunners of marû and amu in Old Babylonian". A Riches hidden in secret places: Ancient Near Eastern Studies in memory of Thorkild Jacobsen, ed. Tzvi Abusch. P. 63-71. Winona Lake, Ind.: Eisenbrauns.
- — 2008. The Early Dynastic Practical Vocabulary A (Archaic HAR-ra A). Roma: La Sapienza.
- — 2010. The Lexical texts in the Schøyen Collection. Bethesda, Md.: CDL Press.